# Адаптивный мутагенез
Адаптивный мутагенез (функциональная концепция мутагенеза) — это противоречивая эволюционная теория. Она утверждает, что  мутации, или генетические изменения, гораздо менее случайны и более целенаправленны, чем предполагает классическая точка зрения. Было проведено множество экспериментов, пытающихся доказать (или опровергнуть) идею адаптивной мутации, по крайней мере, у микроорганизмов.

## Определение
Наиболее широко распространенная теория эволюция гласит, что организмы дивергируют под действием естественного отбора, когда изменения, вызванные мутациями, повышают шансы организма на репродуктивный успех. При этом появление мутаций носит спонтанный характер. Функциональная концепция мутагенеза утверждает, что мутации и эволюция не случайны (не на 100%), а являются реакцией на определенные стрессы. Возникающие мутации более полезны и специфичны для выживания при определенном стрессовом воздействии. Термин «стресс» относится к любым изменениям в окружающей среде, таким как температура, питательные вещества, размер популяции и т.д. Эксперименты с микроорганизмами показали, что во время стрессового воздействия неделящиеся клетки накапливают мутации, и в популяции закрепляются только те варианты, которые способствуют продолжению роста. Теория адаптивного мутагенеза впервые была представлена вниманию широких научных кругов в 1980-х гг. Джоном Кэрнсом.

## Основные эксперименты
Адаптивный мутагенез — очень спорная тема, поэтому было проведено множество экспериментов, чтобы доказать или опровергнуть эту теорию. Три основных эксперимента были связаны с SOS-ответом и ответом на голодание у Escherichia coli, а также с тестированием на реверсию ауксотрофии по триптофану у дрожжей Saccharomyces cerevisiae.

### SOS-ответ
Этот эксперимент отличается от других в одном небольшом смысле: этот эксперимент касается путей, ведущих к адаптивной мутации, в то время как другие тестируют изменяющуюся среду, которой подвергаются микроорганизмы.
Грубо говоря, SOS-ответ у E. coli — это реакция на повреждение ДНК, которое необходимо исправить. Нормальный клеточный цикл приостанавливается, и может начаться мутагенез. Это означает, что будут происходить мутации, чтобы попытаться исправить повреждение. Эта гипермутация или повышенная скорость изменения ответа должна иметь некоторый регуляторный процесс, и ключевыми молекулами в этом процессе являются RecA и LexA. Это белки, которые действуют как световые сигналы для этого и других процессов. Они также, по-видимому, вносят основной вклад в адаптивные мутации E. coli. Было показано, что изменения в присутствии того или другого влияют на SOS-ответ, который, в свою очередь, влияет на способность клеток перерабатывать лактозу, что не следует путать с экспериментом с лактозным голоданием. Ключевым моментом для понимания здесь является то, что и LexA, и RecA были необходимы для возникновения адаптивной мутации, и без ответа SOS адаптивная мутация была бы невозможна.

### Лактозное голодание
E. coli FC40 имеет высокую скорость мутации и поэтому полезен для исследований, например, для адаптивных мутаций. Из-за мутации сдвига рамки считывания, изменения в последовательности, из-за которой ДНК кодирует что-то другое, FC40 не может обрабатывать лактозу. При помещении в среду, богатую лактозой, было обнаружено, что 20% клеток мутировали с Lac- (не могут перерабатывать лактозу) в Lac+, что означает, что теперь они могут использовать лактозу в своей среде. Ответы на стресс находятся не в текущей ДНК, но изменения происходят во время репликации ДНК посредством рекомбинации и самого процесса репликации, а это означает, что адаптивная мутация происходит в текущих бактериях и будет унаследована следующими поколениями, поскольку мутация становится частью генетический код бактерий. Это особенно очевидно в исследовании Кэрнса, которое продемонстрировало, что даже после перемещения E. coli обратно в среду с минимальным уровнем лактозы, мутанты Lac+ продолжали вырабатываться в ответ на предыдущую среду. Это было бы невозможно, если бы адаптивные мутации не работали, потому что естественные отбор не будет благоприятствовать этой мутации в новой среде.
Хотя в адаптивной мутации участвует много генов, было обнаружено, что белок RecG влияет на адаптивную мутацию. Было обнаружено, что сам по себе RecG не обязательно приводит к мутационному фенотипу. Однако было обнаружено, что он подавляет появление ревертантов (клеток, которые появляются нормально, в отличие от клеток с изучаемыми мутациями) в клетках дикого типа. С другой стороны, мутанты RecG были ключом к экспрессии RecA-зависимых мутаций, которые были основной частью исследований в экспериментах по SOS-ответу, таких как способность утилизировать лактозу.

### Дрожжи
Доктор фон Борстель в 1970-х годах проводил эксперименты, аналогичные эксперименту с лактозным голоданием, с дрожжами Saccharomyces cerevisiae. Он изучал реверсию мутаций, обусловливающих ауксотрофию по триптофану. Ауксотроф по триптофану не может производить триптофан сам по себе, но клетки дикого типа могут. Ревертант — клетка, вернувшаяся к нормальному состоянию, способная производить триптофан. Когда дрожжевые колонии были перемещены из среды, богатой триптофаном, на минимальную, ревертанты продолжали появляться в течение нескольких дней. Степень, в которой ревертанты наблюдались у дрожжей, была не такой высокой, как у бактерий. Другие ученые проводили аналогичные эксперименты, например, Холл, который тестировал ревертанты по гистидиновой ауксотрофии, или Стил и Джинкс-Робертсон, которые изучали лизиновую ауксотрофию. Эти эксперименты демонстрируют, как  рекомбинация и репликация ДНК необходимы для адаптивной мутации. Однако в экспериментах с лизином, рекомбинация продолжала происходить даже без отбора на нее. Стил и Джинкс-Робертсон пришли к выводу, что рекомбинация происходит при любых обстоятельствах, адаптивных или иных, в то время как мутации присутствуют только тогда, когда они являются полезными и адаптивными.
Хотя образование мутаций во время отбора не было таким интенсивным, как у бактерий, эти исследования убедительны. Как упоминалось выше, последующее исследование добавит еще большего веса результатам с lys2. Стил и Джинкс-Робертсон  обнаружили, что прототрофы LYS из-за событий межхромосомной рекомбинации также продолжают возникать в неделящихся клетках, но в этом случае продуцирование рекомбинантов продолжалось независимо от того, проводился ли на них отбор или нет. Таким образом, мутация происходила в стационарной фазе только тогда, когда она была адаптивной, но рекомбинация происходила независимо от того, была она адаптивной или нет.
Сообщалось также о задержке появления мутантов для Candida albicans. При длительном воздействии тяжелых металлов в сублетальных концентрациях колонии устойчивых клеток начинали появляться через 5–10 дней и продолжали появляться в течение 1–2 недель после этого. Эта резистентность могла быть результатом увеличения копий гена, хотя фенотипы были стабильными в течение короткого периода неселективного роста. Однако появились ревертанты двух ауксотрофов с аналогичной кинетикой. Ни одно из этих событий у Candida albicans до сих пор не было показано как специфическое для отбора.